# 활대기뢰

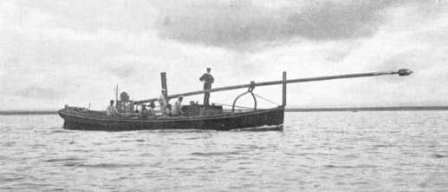

활대기뢰(spar torpedo)는 보트에 붙은 길다란 활대에 부착된 폭탄으로 이루어진 무기이다. 활대를 적선에 직접 꽂아넣어 폭탄을 폭발시킨다. 1810년, 로버트 풀턴이 발명하였다.